# Pietro Ranieri
Pietro Ranieri foi um prelado católico romano que serviu como Bispo de Strongoli (1535 – 1541).

## Biografia
No dia 15 de novembro de 1535, Pietro Ranieri foi nomeado pelo Papa Paulo III como Bispo de Strongoli. A 7 de dezembro de 1535, foi consagrado bispo por Giovanni De Rosa, bispo de Krk com Giacomo Ponzetti, bispo de Molfetta, e Alfonso Oliva, bispo de Bovino, servindo como co-consagradores. Serviu como Bispo de Strongoli até à sua renúncia em 1541.